# Iwona Przychocka
Iwona Małgorzata Przychocka (ur. 1972) – polska ekonomistka, dr hab., profesor uczelni Wojskowej Akademii Technicznej, im. Jarosława Dąbrowskiego w Warszawie.

## Życiorys
W latach 1991–1996 studiowała w Szkole Głównej Handlowej na kierunku Finanse i Bankowość. Tytuł magistra uzyskała w roku 1996. Stopień doktora nauk ekonomicznych uzyskała w roku 2005. W 2005 na Uniwersytecie w Białymstoku obroniła pracę doktorską, następnie uzyskała stopień doktora habilitowanego. Była zatrudniona na stanowisku adiunkta w Uczelni Medycznej im. Marii Skłodowskiej-Curie w Warszawie i profesora nadzwyczajnego w Katedrze Ekonomii i Zarządzania na Wydziale Zarządzania i Logistyki Uczelni Techniczno-Handlowej im. Heleny Chodkowskiej. Była dziekanem na Wydziale Zarządzania i Finansów Uczelni Techniczno-Handlowej im. Heleny Chodkowskiej. Była także rektorem tej uczelni. 
W 2023 roku została prorektorem ds. Jakości Kształcenia w Akademii Finansów i Biznesu Vistula.  
Jest także zatrudniona na etacie profesora uczelni na Wydziale Bezpieczeństwa, Logistyki i Zarządzania Wojskowej Akademii Technicznej im. Jarosława Dąbrowskiego. 